# Палата Манојловића у Суботици
Палата Манојловића у Суботици, подигнута је 1881. године, представља непокретно културно добро као  споменик културе од великог значаја.

## Архитектура
Палата је подигнута по пројекту Титуса Мачковића за Самка Манојловића као једноспратни угаони објекат у облику правоугаоника. Изграђена је у стилу еклектике са доминантним елементима неоренесансе. У приземљу су пословни простори, а спратни део је намењен становању. 
Прочеље маркирају два бочна ризалита, док се код обраде приземља примењује обрада у виду квадера, на фасади спратног дела хоризонтална подела фугама.
У централном делу приземља постављена је двокрилна репрезентативна капија, касетирана са лучно завршеним надсветлом и лепо обрађеним заштитником изведеним од кованог гвожђа. Капију маркирају два стуба кружног пресека са јонским капителима који подржавају профилисани тимпанон. На косине тимпанона су постављене две раскошне лежеће фигуре изведене у пуној пластици.
Поред хоризонталне поделе венца, богате биљне и геометријске орнаментике, која дели приземље од спрата и снажно истакнутог венца стрехе, на објекту је изражена и вертикална подела пиластрима класичне обраде која је са хоризонталном поделом у савршеној равнотежи.
У поткровљу тече низ конзола, зупчасти низ те низ астрагала, а испод је поље са преплетом богате биљне орнаментике са неизменично постављеним маскама. Објекат се одликује и репрезентативним богато осликаним степеништем. 
Иако је унутрашња декорација богата, примењивана је смишљено само на одређеним деловима објекта.